# Bratteli-Diagramm
Bratteli-Diagramme, benannt nach Ola Bratteli, sind spezielle im mathematischen Teilgebiet der Funktionalanalysis verwendete Graphen. Sie werden bei der Untersuchung der Struktur von AF-C*-Algebren (kurz AF-Algebren) eingesetzt.

## Definition
Die Bratteli-Diagramme leiten sich aus der Definition der AF-Algebren ab, letztere sind die Vervollständigungen aufsteigender Folgen endlichdimensionaler C*-Algebren {\displaystyle A_{1}\subset A_{2}\subset A_{3}\subset \ldots \subset A}. Jede endlichdimensionale C*-Algebra ist isometrisch isomorph zu einer endlichen direkten Summe von vollen Matrix-Algebren {\displaystyle M_{n}} über {\displaystyle \mathbb {C} }, das heißt, für jede Algebra {\displaystyle A_{j}} gilt
{\displaystyle A_{j}\cong M_{n_{j,1}}\oplus M_{n_{j,2}}\oplus \ldots \oplus M_{n_{j,m_{j}}}}.
Bis auf die Reihenfolge sind die Zahlen {\displaystyle n_{j,1},\ldots ,n_{j,m_{j}}} eindeutig bestimmt. Diese Zahlen bilden die Punkte des spaltenweise aufgebauten Bratteli-Diagramms; in der {\displaystyle j}-ten Spalte stehen genau die Zahlen {\displaystyle n_{j,1},\ldots ,n_{j,m_{j}}}, an der {\displaystyle (i,j)}-ten Stelle steht also die Zahl {\displaystyle n_{i,j}}.
Zwischen den Punkten der {\displaystyle j}-ten und {\displaystyle (j+1)}-ten Spalte werden nach folgenden Kriterien Pfeile gezogen: Die Einbettungen {\displaystyle A_{j}\subset A_{j+1}} sind als injektive *-Homomorphismen bis auf unitäre Äquivalenz bereits dadurch festgelegt, mit welcher Vielfachheit der {\displaystyle i}-te Summand {\displaystyle M_{n_{j,i}}} von {\displaystyle A_{j}} in den {\displaystyle k}-ten Summanden {\displaystyle M_{n_{j+1,k}}} von {\displaystyle A_{j+1}} abgebildet wird.
Beispiel: Die Einbettung
{\displaystyle M_{2}\rightarrow M_{7}\oplus M_{3}\oplus M_{2},{\begin{pmatrix}x_{11}&x_{12}\\x_{21}&x_{22}\end{pmatrix}}\mapsto {\begin{pmatrix}x_{11}&x_{12}&0&0&0&0&0\\x_{21}&x_{22}&0&0&0&0&0\\0&0&x_{11}&x_{12}&0&0&0\\0&0&x_{21}&x_{22}&0&0&0\\0&0&0&0&x_{11}&x_{12}&0\\0&0&0&0&x_{21}&x_{22}&0\\0&0&0&0&0&0&0\end{pmatrix}}\oplus {\begin{pmatrix}0&0&0\\0&0&0\\0&0&0\\\end{pmatrix}}\oplus {\begin{pmatrix}x_{11}&x_{12}\\x_{21}&x_{22}\end{pmatrix}}}
hat die Vielfachheiten 3, 0 und 1. Man zieht nun {\displaystyle p}-Pfeile vom {\displaystyle (i,j)}-ten Knoten zum {\displaystyle (k,j+1)}-ten Knoten, wenn der {\displaystyle i}-te Summand von {\displaystyle A_{j}} mit der Vielfachheit {\displaystyle p} in den {\displaystyle k}-ten Summanden von {\displaystyle A_{j+1}} abgebildet wird.
Die Zahlen {\displaystyle p=p(i,j,k)} hängen von {\displaystyle i,j,k} ab und unterliegen der Beschränkung {\displaystyle \textstyle \sum _{i=1}^{m_{j}}p(i,j,k)n_{j,i}\leq n_{j+1,k}}, die dadurch zustande kommt, dass die Summanden in der {\displaystyle (j+1)}-ten Spalte groß genug sein müssen, um die entsprechenden Matrizen der {\displaystyle j}-ten Spalte mit den Vielfachheiten aufnehmen zu können. Nach einem Satz von Bratteli kann jede AF-Algebra bis auf Isomorphie durch eine Folge endlicher direkter Summen voller Matrix-Algebren mit den angegebenen speziellen Einbettungen konstruiert werden.

## Beispiele

### Kompakte Operatoren
Die aufsteigenden Inklusionen {\displaystyle M_{1}\subset M_{2}\subset M_{3}\subset \ldots }, wobei jede Matrix aus {\displaystyle M_{j}} auf die um eine Nullzeile und eine Nullspalte erweiterte Matrix aus {\displaystyle M_{j+1}} abgebildet wird, definieren bekanntlich eine AF-Algebra, die zur C*-Algebra der kompakten Operatoren auf dem Hilbertraum {\displaystyle \ell ^{2}} isomorph ist. Das zugehörige Bratteli-Diagramm hat nach obigem die Gestalt
{\displaystyle 1\rightarrow 2\rightarrow 3\rightarrow 4\rightarrow 5\rightarrow \ldots }

### Kompakte Operatoren mit Einselement
Adjungiert man zu obigem Beispiel der kompakten Operatoren ein Einselement, so kommt zu jedem {\displaystyle M_{j}} ein direkter Summand {\displaystyle M_{1}\cong \mathbb {C} } hinzu und die Einbettung {\displaystyle \mathbb {C} \oplus M_{j}\rightarrow \mathbb {C} \oplus M_{j+1}} sieht wir folgt aus:
{\displaystyle x\oplus {\begin{pmatrix}x_{11}&\ldots &x_{1j}\\\vdots &\ddots &\vdots \\x_{j1}&\ldots &x_{jj}\\\end{pmatrix}}\mapsto x\oplus {\begin{pmatrix}x_{11}&\ldots &x_{1j}&0\\\vdots &\ddots &\vdots \vdots \\x_{j1}&\ldots &x_{jj}&0\\0&\ldots &0&x\end{pmatrix}}}
Das führt zu folgendem Bratteli-Diagramm:
{\displaystyle {\begin{array}{cccccccccc}1&\rightarrow &1&\rightarrow &1&\rightarrow &1&\rightarrow &1&\ldots \\&\searrow &&\searrow &&\searrow &&\searrow &&\\1&\rightarrow &2&\rightarrow &3&\rightarrow &4&\rightarrow &5&\ldots \\\end{array}}}

### Cantor-Menge

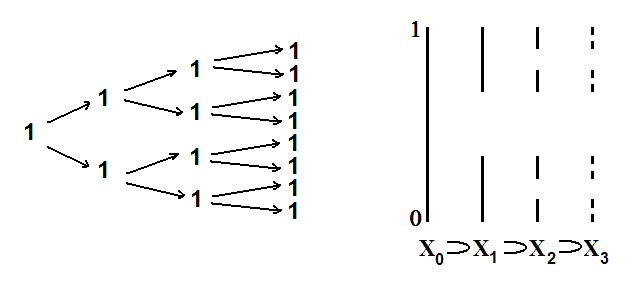
Links die ersten vier Spalten des Bratteli-Diagramms. ist die Vereinigung der zugehörigen Intervalle der Länge, ist isomorph zur Algebra der lokalkonstanten Funktionen auf

Man betrachte die C*-Algebra {\displaystyle C(X)} der stetigen Funktionen auf der Cantor-Menge. Man erhält eine aufsteigende Folge endlichdimensionaler Teilalgebren {\displaystyle (A_{n})_{n\in \mathbb {N} }}, indem man die endlichdimensionale Algebra {\displaystyle A_{n}} der auf den Intervallen der Länge {\displaystyle {\tfrac {1}{3^{n}}}} konstanten Funktionen via Einschränkung in die Algebra {\displaystyle A_{n+1}} der auf den Intervallen der Länge {\displaystyle {\tfrac {1}{3^{n+1}}}} konstanten Funktionen einbettet. Das führt zu folgendem Bratteli-Diagramm:

### CAR-Algebra
Man erhält die CAR-Algebra durch Inklusionen
{\displaystyle M_{1}\subset M_{2}\subset M_{4}\subset M_{8}\subset \ldots \subset M_{2^{j}}\subset M_{2^{j+1}}\subset \ldots },
wobei die Einbettung {\displaystyle M_{2^{j}}\subset M_{2^{j+1}}} durch
{\displaystyle X\mapsto {\begin{pmatrix}X&0\\0&X\\\end{pmatrix}}}
definiert sei.
Hier sind alle Vielfachheiten gleich 2 und man erhält das folgende Bratteli-Diagramm:
{\displaystyle 1\rightrightarrows 2\rightrightarrows 4\rightrightarrows 8\rightrightarrows \ldots \rightrightarrows 2^{j}\rightrightarrows 2^{j+1}\rightrightarrows \ldots }

## Anwendungen
Die Bratteli-Diagramme zu einer AF-Algebra sind nicht eindeutig bestimmt, denn sie hängen von der konkreten Realisierung als Vervollständigung einer aufsteigenden Kette endlichdimensionaler C*-Algebren ab, und diese ist nicht eindeutig, denn man kann zum Beispiel einen Anfangsabschnitt fortlassen oder einige aufeinander folgende Inklusionen zu einer zusammenfassen. Zu jedem Bratteli-Diagramm gehört aber bis auf Isomorphie nur eine AF-Algebra und man kann Eigenschaften dieser Algebra aus einem solchen Diagramm ablesen. Es wird erläutert, wie man Informationen zur Idealstruktur abliest und wie man feststellen kann, ob die AF-Algebra liminal oder postliminal ist.

### Idealstruktur
Ist {\displaystyle I\subset A} ein abgeschlossenes zweiseitiges Ideal in der durch {\displaystyle A_{1}\subset A_{2}\subset \ldots } gegebenen AF-Algebra, so ist auch {\displaystyle I} eine AF-Algebra und {\displaystyle I\cap A_{p}\subset I\cap A_{p+1}\subset \ldots } ist eine aufsteigende Folge endlichdimensionaler Teil-C*-Algebren mit in {\displaystyle I} dicht liegender Vereinigung. Dabei ist {\displaystyle p} so groß gewählt, dass {\displaystyle I\cap A_{p}\not =\{0\}}. Auf diese Weise wird jedem abgeschlossenen zweiseitigen Ideal ein Untergraph {\displaystyle D_{I}} des Bratteli-Diagramms {\displaystyle D_{A}} von {\displaystyle A} zugeordnet. Dem Nullideal entspricht dabei der leere Untergraph.
Ein Untergraph {\displaystyle S} eines Bratteli-Diagramms heißt gerichtet, wenn er mit jedem Punkt alle davon ausgehenden Pfeile mit den zugehörigen Zielpunkten enthält.
Ein Untergraph heißt erblich (engl. hereditary), wenn folgendes gilt: Liegen für einen Punkt alle Zielpunkte der von ihm ausgehenden Pfeile im Untergraphen, so muss auch bereits dieser Punkt im Untergraphen enthalten sein. Es gilt nun folgender Satz:
- Ist {\displaystyle A} eine AF-Algebra mit Bratteli-Diagramm {\displaystyle D_{A}}, so ist obige Zuordnung {\displaystyle I\mapsto D_{I}} eine Bijektion von der Menge der abgeschlossenen zweiseitigen Ideale auf die Menge der gerichteten, erblichen Untergraphen von {\displaystyle D_{A}}.

Eine C*-Algebra heißt einfach, wenn sie außer dem Nullideal und sich selbst keine weiteren abgeschlossenen zweiseitigen Ideale enthält. Aus obigem Satz leitet man leicht das folgende Korollar ab:
- Eine AF-Algebra {\displaystyle A} mit Bratteli-Diagramm {\displaystyle D_{A}} ist genau dann einfach, wenn es zu dem Punkt {\displaystyle x} aus {\displaystyle D_{A}} eine Spalte gibt, so dass man jeden Punkt dieser Spalte von {\displaystyle x} aus durch einen Weg von Pfeilen erreichen kann.

Insbesondere sind die C*-Algebren der kompakten Operatoren und die CAR-Algebra einfach, denn die zugehörigen Bratteli-Diagramme sind lineare Ketten. Adjungiert man ein Einselement zur Algebra der kompakten Operatoren, so ist die entstehende Algebra nicht einfach, denn am Bratteli-Diagramm erkennt man mühelos, dass von keinem Punkt der unteren Zeile je eine 1 der oberen Zeile in einer nachfolgenden Spalte erreicht werden kann. Offenbar ist die untere Zeile ein gerichteter und erblicher Untergraph, er entspricht dem Ideal der kompakten Operatoren.

### Liminale und postliminale AF-Algebren
Man kann am Bratteli-Diagramm einer AF-Algebra ablesen, ob diese liminal oder postliminal ist. Dazu betrachtet man unendliche Wege im Bratelli-Diagramm, das heißt Folgen {\displaystyle (x_{n})_{n\in \mathbb {N} }} von Punkten im Diagramm, so dass für jedes {\displaystyle n} mindestens ein Pfeil von {\displaystyle x_{n}} nach {\displaystyle x_{n+1}} führt. Sind {\displaystyle x} und {\displaystyle y} zwei Punkte, so sagt man {\displaystyle y} sei Nachfolger von {\displaystyle x} mit Multiplizität {\displaystyle q}, wenn es {\displaystyle q} verschiedene Wege von {\displaystyle x} nach {\displaystyle y} gibt.
- Sei {\displaystyle A} eine AF-Algebra mit Bratteli-Diagramm {\displaystyle D_{A}}. {\displaystyle A} ist genau dann liminal, wenn es zu jedem unendlichen Weg {\displaystyle (x_{n})_{n\in \mathbb {N} }} in {\displaystyle D_{A}} natürliche Zahlen {\displaystyle p} und {\displaystyle q} gibt, so dass {\displaystyle x_{n}} für alle {\displaystyle n\geq p} Nachfolger von {\displaystyle x_{1}} mit Multiplizität {\displaystyle q} ist.[3]

Demnach sind die obigen Beispiele kompakte Operatoren und Cantor-Menge liminal, denn die Bratteli-Diagramme sind Bäume mit einfachen Kanten, das heißt, es kann ohnehin nur die Multiplizität 1 auftreten. Das Beispiel Kompakte Operatoren mit Einselement ist nicht liminal, da es für den Weg bestehend aus der 1 der oberen Zeile und allen Punkten {\displaystyle 2,3,4,\ldots ,n,\ldots } der unteren Zeile mit wachsendem {\displaystyle n} immer mehr mögliche Wege von 1 nach {\displaystyle n} gibt, das heißt, die Multiplizität kann nicht ab einer bestimmten Stelle durch ein festes {\displaystyle q} beschränkt werden.
- Sei {\displaystyle A} eine AF-Algebra mit Bratteli-Diagramm {\displaystyle D_{A}}. {\displaystyle A} ist genau dann postliminal, wenn es zu jedem unendlichen Weg {\displaystyle (x_{n})_{n\in \mathbb {N} }} in {\displaystyle D_{A}} eine natürliche Zahl {\displaystyle p} gibt, so dass {\displaystyle x_{n}} für jedes {\displaystyle n>p} ein Nachfolger von {\displaystyle x_{n-1}} mit Multiplizität 1 ist.[4]

Man sieht leicht ein, dass das Bratteli-Diagramm des Beispiels Kompakte Operatoren mit Einselement diese Eigenschaft hat, es handelt sich also um eine postliminale C*-Algebra. Die CAR-Algebra hat diese Eigenschaft nicht, denn alle auftretenden Multiplizitäten zwischen direkten Nachfolgern sind gleich 2, die CAR-Algebra ist daher nicht postliminal.